# 北京昆泰酒店
北京昆泰酒店，位于北京市朝阳区望京启阳路2号，隶属北京昆泰房地产开发集团有限公司（简称“昆泰集团”）。

## 简介
2011年12月16日，昆泰集团旗下的北京昆泰酒店正式开业，是当时望京地区唯一按照五星级标准建设的酒店。昆泰酒店位于望京科技园区，酒店拥有500套客房，以及大型宴会厅
北京昆泰酒店开业后，开始接待每年参加“全国两会”的全国政协委员。